# Syndaesia mastix
Genre
Espèce
Syndaesia mastix, unique représentant du genre Syndaesia, est une espèce de solifuges de la famille des Daesiidae.

## Distribution
Cette espèce est endémique de la province de Mendoza en Argentine,.

## Description
Le mâle holotype mesure 18,69 mm.

## Publication originale
- Maury, 1980 : Presencia de la familia Daesiidae en America del Sur con la descripcion de un nuevo genero (Solifugae). Journal of Arachnology, vol. 8, p. 59-67 (texte intégral).